# Heinrich Lotz (Jurist)
Heinrich Lotz (* 25. Oktober 1882 in Schweinfurt; † im 20. Jahrhundert) war ein deutscher Verwaltungsjurist und  Bezirksoberamtmann.

## Leben
Nach dem Abitur am Röntgen-Gymnasium Würzburg leistete  Heinrich Lotz seinen Militärdienst als Einjährig-Freiwilliger und studierte anschließend Rechtswissenschaften an der Julius-Maximilians-Universität Würzburg (Mitglied im Corps Bavaria Würzburg). Nach der ersten juristischen Staatsprüfung folgte der dreijährige Vorbereitungsdienst (Referendariat), der ihn zum Amts- und Landgericht Würzburg, Stadtmagistrat  und Bezirksamt Würzburg führte. 1909 legte er das Große juristische Staatsexamen (Note II 19/40) ab und erhielt 1910 eine Anstellung als Akzessist bei der Regierung von Unterfranken. Bevor er – 1915 wegen eines Nervenzusammenbruchs vorzeitig aus dem Kriegsdienst entlassen  –  war er von 1912 an zur Geschäftsaushilfe beim Bezirksamt Karlstadt abgeordnet. Zum 1. Mai 1915 wurde er zum Assessor in Lichtenfels ernannt. Nach zweijähriger Amtszeit übernahm er am 20. Juni als Amtsverweser die Leitung der Verwaltung in Forchheim. Er wechselte in die Staatsverwaltung, wurde zum Jahresbeginn 1926 Regierungsrat bei der Regierung von Oberfranken. Zum 1. September  1931 wurde er im Rang eines Bezirksoberamtmanns Bezirksamtsvorstand in Eschenbach. In diesem Amt blieb er bis zu seinem vorzeitigen Ausscheiden aus dem Dienst im Sommer 1933 aus Krankheitsgründen. Zum 14. Mai 1936 wurde er endgültig in den Ruhestand verabschiedet.